# غوردي إيوان
غوردي إيوان هو لاعب كرة قدم كندي، ولد في 26 أغسطس 1934 في فانكوفر في كندا. شارك مع منتخب كندا لكرة القدم. أما مع النوادي، فقد لعب مع Surrey United SC ‏.